# Querandíes
Querandíes es la denominación que se le dio a un grupo étnico del noreste de la región pampeana de la actual Argentina, al tiempo de la llegada de los primeros colonizadores europeos en el siglo XVI. Actualmente, esta denominación también aplica a personas que alegan ser sus descendientes mestizados. 
Según Samuel Lafone Quevedo, la palabra querandí proviene del guaraní "quirã" (sebo o manteca) y "ndi" (sufijo copulativo: "con"), por lo que significaría que está gordo o que es rico en grasa o aceite, en una posible alusión a que en su dieta diaria consumían grasa animal. Para Manuel Ricardo Trelles, provendría de la palabra guaraní karanday (carandaí, una especie de palma o palmera). Otros autores, como Eduardo Madero y Vicente Fidel López, le asignan origen quechua.
Los querandíes aparecen en las crónicas históricas en 1528 y son mencionados hasta la despoblación de la primera Buenos Aires en 1540. Vuelven a aparecer en las crónicas desde 1580 cuando fue refundada Buenos Aires y Juan de Garay realizó el repartimiento de indígenas, hasta 1586 cuando Rodrigo Ortiz de Zárate los derrotó militarmente. Desde entonces no existen testimonios directos de su existencia, con excepción del censo de encomiendas de la jurisdicción de Buenos Aires y de Santa Fe de 1672, que los menciona como querandíes en Santa Fe y tubichaminíes en Buenos Aires.

## Controversias
Los querandíes son fuente de controversia entre los investigadores e historiadores respecto a si eran un único grupo étnico diferenciado o pertenecían a una entidad mayor, y también sobre el motivo por el cual desaparecieron de las fuentes históricas, ya sea que fueron exterminados, asimilados o cambiaron su denominación étnica. 
Hasta fines del siglo XIX existían dos teorías respectos de los querandíes:
- 1) Que eran parte de los pampas del conjunto puelche, al que se integraron al retirarse al sur al no poder resistir a los españoles: basada en la opinión de Félix de Azara en Viajes por la América del Sur (de 1789 a 1801):[5]

Pampas. Este es el nombre que los españoles le dan á una nación de indios; porque vive errante entre los 36 y 39 grados de latitud, en las inmensas llanuras nombradas Pampas. Los primeros conquistadores los conocieron bajo el nombre de Querandíes; y parece que ellos se dan hoi á sí mismos el de Puelches y otros mas; porque cada division de esta nacion tiene un nombre distinto.

Coincide con Pedro Lozano (1697-1752), quien escribió en Historia de la conquista del Paraguay, Río de la Plata y Tucumán (publicado recién en 1873):

(...) en solo el distrito de Buenos Aires (...) se hallaron al tiempo de la conquista las naciones siguientes (...) querandíes o pampas (...)

Esta opinión fue adoptada por Pedro de Angelis en el Índice Geográfico e Histórico de 1837:

Querandis. Indios de las cercanías de Buenos Aires (...) poco a poco se fueron retirando hacia el sur, tomando otros nombres, según la costumbre que prevalece entre estos indios de denominarse por los parajes que ocupan, como Puelches, gente del este; Guilliches, gente del oeste; Pehuenches, gente de los pinales; Ranqueles, gente de los cardales, etc.

Fue también la opinión de Francisco Pascasio Moreno y Carlos Germán Burmeister y más tarde con variantes defendida por Salvador Canals Frau en Las poblaciones indígenas de la Argentina: su origen, su pasado y su presente, de 1955.
- 2) Que tenían un origen guaraní: propuesta por Manuel Ricardo Trelles en Memoria sobre el origen de los indios Querandís y etnografía de la comarca occidental del Plata al tiempo de la conquista de 1862, y que fue adoptada por Florentino Ameghino (en La antigüedad del hombre en el Plata, de 1880) y por Estanislao Zeballos.

Posteriormente Félix Outes en Los Querandíes. Breve contribución al estudio de la etnografía argentina de 1897 propuso el origen guaicurú de los querandíes basándose en las investigaciones antropológicas de Alcide d'Orbigny en Voyage dans l'Amerique Méridionale (1834) y en las lingüísticas de Lafone Quevedo. La teoría se basa en la idea de que los querandíes eran altos y de complexión robusta y fuerte. Esta descripción es características de los pámpidos, como los guaicurúes, y difiere de la de los guaraníes que en general son de talla más baja. 
La teoría más moderna es la de Rodolfo Casamiquela (en Rectificaciones y ratificaciones hacia una interpretación definitiva del panorama etnológico de la Patagonia y área septentrional adyacente, de 1965), quien los clasificó como el grupo más septentrional de los tehuelches, con el nombre de "tehuelches septentrionales boreales". Casamiquela basa su teoría en la interpretación de documentos coloniales, pero no se ha podido probar una concordancia arqueológica entre los querandíes y los tehuelches.  

## Idioma
Existen muy pocos testimonios de la lengua querandí, aparte de un par de frases compiladas por el cosmógrafo real francés André Thevet en La Cosmographie Universelle de 1575, luego de participar en el viaje de Guillermo Le Testu al Brasil y Río de la Plata en 1555-1556.
- Assaganoup o zoba (‘La luna os hará arrepentir de ello’)
- Caudy caudy vvuahiph gomálat (‘Oh, traidor, traidor, es necesario mataros’)

Esa pequeña evidencia, aunque dudosa, sugiere una relación con el idioma gününa këna. El jesuita alemán Matías Strobel aprendió dos lenguas en el siglo XVIII que se hablaban en la actual provincia de Buenos Aires y que dijo diferían entre sí como el alemán del flamenco: una meridional que llamó serrano (se cree que el gününa küne) y otra septentrional que llamó pampa (se cree que era el querandí). Se conoce además la desinencia spen o mpen de los nombres de los caciques repartidos en Buenos Aires en 1582 y que involucra idea de filiación, aunque no hay pruebas de que ellos fueran querandíes. Nicolás del Techo en 1673 afirmó que el padre Alonso de Bárcena (1530-1597) preparó un Arte y Lexicon de la lengua querándica.

## Distribución geográfica
Las fuentes históricas coinciden en ubicar a los querandíes a la llegada de los europeos en el siglo XVI, en un área de distribución aproximada que comprendía —por el norte— el sur de la provincia de Santa Fe desde el río Carcarañá, —por el sur— todo el norte de la provincia de Buenos Aires hasta aproximadamente el río Salado, —por el este— el río Paraná y el Río de la Plata y —por el oeste— el pie de las Sierras Grandes.
Según Ruy Díaz de Guzmán en Historia Argentina del descubrimiento, población y conquista de las provincias del Río de la Plata de 1612:

(...) Estos corren desde Cabo Blanco, hasta el Río de las Conchas, que dista de Buenos Aires cinco leguas arriba, y toma más de otras sesenta la tierra adentro hasta la Cordillera, que va desde la mar bojeando hacia al Norte, entrando por la gobernación de Tucumán. Estos indios fueron repartidos con los demás de la comarca, a los vecinos de la Trinidad, puerto de Buenos Aires (...)

Azara escribió que:

Al primer arribo de los españoles ellos vagaban en la costa Sur del Rio de la Plata en frente de los Charrúas, sin comunicacion entre ellos, porque no tenian canoas ni otro jenero de barco. Del lado del Oeste ellos se tocaban con los Guaranís del Monte grande y del Valle de Santiago: puntos que en el dia se llaman San Isidro ó las Conchas: por los otros lados no tenian vecino inmediato alguno.

Estos relatos fueron tomados por De Angelis:

(...) que andan vagando desde el Cabo Blanco, hasta el rio de las Conchas; y por 60 leguas rio adentro; fueron repartidos entre los pobladores de Buenos Aires (...)

Trelles refutó estas opiniones afirmando que los querandíes no aparecen en el repartimiento de indios de Buenos Aires realizado por Garay en 1582, porque vivían en la jurisdicción de Santa Fe cerca del río Carcarañá, y no en las inmediaciones de Buenos Aires que ocupaban los pampas.

## Modo de vida
Del análisis de las crónicas históricas surge que querandíes fueron un pueblo nómade, ya que practicaban un modo de producción cazador-recolector que evitó que fueran sedentarios. El modo de vida nómade que les imponía la caza como principal actividad obligó a que deambularan por la pampa siguiendo a sus presas.  
Estaban adaptados ecológicamente al bioma de la pampa templada por lo que sus límites septentrionales se encontraban en el ecotono con la región del Gran Chaco y los pastizales pampeanos ubicados al sur.
Antropológicamente eran de complexión robusta, fuerte y de piel oscura. Los varones iban desnudos o bien usaban un taparrabo confeccionado de fibra vegetal o cuero. Las mujeres se cubrían con un delantal de paño que le llegaba hasta las rodillas. Para protegerse del frío cubrían sus cuerpos con mantas fabricadas con cueros de nutrias.
Fueron grandes corredores. Esto los convirtió en hábiles cazadores lo que les permitió la captura, a la carrera, de animales como los venados pampeanos, ñandúes, e incluso guanacos. 
A través del uso de morteros de piedra lograron elaborar harina de pescado. Completaron su dieta, que era eminentemente carnívora, con la recolección de frutos estacionales.

Su economía también conoció el trueque, que practicaban con otros pueblos de la región, siendo la principal mercancía de intercambio el cuero.

## Testimonios históricos sobre los querandíes

### Expedición de Sebastián Caboto
En la carta fechada el 10 de julio de 1528 que el participante de la expedición de Sebastián Caboto, Luis Ramírez, escribió desde el puerto de San Salvador, mencionó por primera vez a los querandíes llamándolos querandis:

Aqui havian venido todos los Indios de la comarca que son de diversas naciones y lenguas, a ver al Sñr. Capitan General, entre los cuales vino una gente de campo que dizen Querandis: esta es gente mui ligera: mantienense de la caza que matan, y en matandola qualquiera que sea le beben la sangre porque su principal mantenimiento es a causa de ser la tierra mui falta de agua. Esta generacion nos dió mui buena relacion de la sierra y del Rey blanco (...) Estos Querandis son tan ligeros que alcanzan un benado por pies, pelean con arcos y flechas, y con unas pelotas de piedra redondas como una pelota, y tan grandes como el puño, con una cuerda atada que la guia las cuales tiran tan certero que no hierran a cosa que tiran.

Al retornar a España en 1530 los oficiales de la expedición también relataron el encuentro:

y estando prestos para partir; y estando aderezado para ello, vinieron ciertos indios de la nación de los querandíes, los cuales son enemigos delos chandules e son vecinos del pie de la sierra donde tenía relación que había la dicha riqueza, los cuales le dieron más larga relación de la quél tenía de las dichas riquezas y les mostraron ciertos plumajes que traían en la cabeza, hechos, a su parecer deste declarante, de oro bajo e buena plata, e que este declarante se quisiera ir con ellos con la gente que tenía presta e les rogó que lo hobiesen por bien, los cuales no quisieron, porque decían que no podrían sufrir el trabajo del camino, porque en ocho jornadas no fallarían agua;

### Expedición de Diego García de Moguer
Sobre el viaje que Diego García de Moguer realizó en el río Paraná en 1528 escribió en su Relación:

... é mas atras dellos, está otra generacion muy grande que se llama los Carandies...

### Expedición de Martim Afonso de Sousa
En el Diário da Navegação da Armada que foi à terra do Brasil em 1530 escrito por Pero Lopes de Souza durante la expedición portuguesa de su hermano Martim Afonso de Sousa, menciona al incursionar por el río Paraná a la altura de río Arrecifes el 11 de diciembre de 1531:

E a terra da banda do sudoeste era alta, e parecia ser firme; e da mesma banda do sudoeste, achei hum esteiro, que na boca havia duas braças de largo e húa de fundo; e segundo a informaçam dos indios era esta terra dos Carandins.

En otra parte menciona:

(...) e ambas fazendo correr o rio dos Querandios no local parece, hoje occupado por um dos braços do baixo Paraná; ou na de Bartolomeo da Mallorca, dando os Querandies em terras ribeirinhas e confinantes tambem com o ramo (...)

### Expedición de Pedro de Mendoza
El cronista de la expedición del adelantado Pedro de Mendoza, Ulrico Schmidl, describió a los querandíes que encontraron al arribar al Río de la Plata en 1536 en su obra Viaje al Río de la Plata, llamándolos carendies:

En esta tierra dimos con un pueblo en que estaba una nación de indios llamados carendies, como de 2.000 hombres con las mujeres e hijos, y su vestir era como el de los zechurg, del ombligo a las rodillas; nos trajeron de comer, carne y pescado. Estos carendies no tienen habitaciones propias, sino que dan vueltas a la tierra, como los gitanos en nuestro país; y cuando viajan en el verano suelen andarse más de 30 millas por tierra enjuta sin hallar una gota de agua que poder beber. Si logran cazar ciervos u otras piezas del campo, entonces se beben la sangre. También hallan a veces una raíz que llaman cardes la que comen por la sed. Se entiende que lo de beberse la sangre sólo se acostumbra cuando les falta el agua o lo que la suple; porque de otra manera tal vez tendrían que morir de sed.

El encuentro pacífico con los querandíes rápidamente se tornó belicoso por lo que Pedro de Mendoza organizó una expedición militar al mando de su hermano, Diego de Mendoza, que fue derrotada en las márgenes de la laguna de Rocha (Esteban Echeverría) el 15 de junio de 1536:

Estos carendies traían a nuestro real y compartían con nosotros sus miserias de pescado y de carne por 14 días sin faltar más que uno en que no vinieron. Entonces nuestro general thonn Pietro Manthossa despachó un alcalde llamado Johann Pabón, y él y 2 de a caballo se arrimaron a los tales carendies, que se hallaban a 4 millas de nuestro real. Y cuando llegaron adonde estaban los indios, acontecioles que salieron los 3 bien escarmentados, teniéndose que volver en seguida a nuestro real.

Pietro Manthossa, nuestro capitán, luego que supo del hecho por boca del alcalde (quien con este objeto había armado cierto alboroto en nuestro real), envió a Diego Manthossa, su propio hermano, con 300 lanskenetes y 30 de a caballo bien pertrechados: yo iba con ellos, y las órdenes eran bien apretadas de tomar presos o matar a todos estos indios carendies y de apoderarnos de su pueblo. Mas cuando nos acercamos a ellos había ya unos 4.000 hombres, porque habían reunido a sus amigos.

Y cuando les llevamos el asalto se defendieron con tanto brío que nos dieron harto que hacer en aquel día. Mataron también a nuestro capitán thon Diego Manthossa y con él a 6 hidalgos de a pie y de a caballo. De los nuestros cayeron unos 20 y de los de ellos como mil. Así, pues, se batieron tan furiosamente que salimos nosotros bien escarmentados.

Ulrico Schmidel dio una descripción de las armas usadas por los querandíes:

Estos carendies usan para la pelea arcos, y unos dardes, especie de media lanza con punta de pedernal en forma de trisulco. También emplean unas bolas de piedra aseguradas a un cordel largo; son del tamaño de las balas de plomo que usamos en Alemania. Con estas bolas enredan las patas del caballo o del venado cuando lo corren y lo hacen caer. Fue también con estas bolas que mataron a nuestro capitán y a los hidalgos, como que lo vi yo con los ojos de esta cara, y a los de a pie los voltearon con los dichos dardes.
 Así, pues, Dios, que todo lo puede, tuvo a bien darnos el triunfo, y nos permitió tomarles el pueblo; mas no alcanzamos a apresar uno sólo de aquellos indios, porque sus mujeres e hijos ya con tiempo habían huido de su pueblo antes de atacarlos nosotros. En este pueblo de ellos no hallamos más que mantos de nuederen o ytteren como se llaman, harto pescado, harina y grasa del mismo...

Los sobrevivientes, se aliaron a otros y destruyeron la recién fundada ciudad de Buenos Aires:

Por este tiempo los indios con fuerza y gran poder nos atacaron a nosotros y a nuestra ciudad de Bonas Ayers en número hasta de 23.000 hombres; constaban de cuatro naciones llamadas, carendies, barenis, zechuruas, y zechenais diembus...

Visto por el Gobernador la necesidad que la Gente padecia, aunque no por istenso por estar malo en cama, mandó á Don Diego de Mendoza su hermano fuese á vuscar Indios para que truxesen Bastimento y probision el qual topo con cierta Gente que se llaman Quirandres, los quales es Gente que handa á noche i meson, ia algunos ellos abian dado vista al pueblo i entrado en él, i como estos sean Gente mobida ibase i aloxabase de los confines del Pueblo.
 Topado con ellos Don Diego de Mendoza ovo cierta diferencia entre los Cristianos y los Quirandies sobre los hacer volber en tal manera que obieron de venir á las manos, y como los Cristianos estubiesen flacos, i los Indios fuesen pláticos en su tierra, dieronse tan vuena maña que mataron á Don Diego de Mendoza i á Pedro de Venabides su sobrino i á otros bien Quantos, y los demás fueron huiendo aunque heran de Acaballo, i sino fuera por la infanteria que atrás benia que los socorrió, todos quedaran en el Campo por ser como  heran los Indios tan ligeros i tan diestros en atar los caballos con bolas que traian.

### Domingo Martínez de Irala
Domingo Martínez de Irala en su Relación de abril de 1541 los denominó quyrandys:

... todos los yndios que por este rrio arriba ay q. biben en la Ribera del no son gente que siembran ny de ninguna policia son de guardarse mucho dellos especialmente al tpo del rescate porq estando avisados y los vergantines apartados de tierra algund tanto podran rrescatar con ellos y seran proveydos de pescado y de manteca e pellejos e carne ques lo q'llos tienen y pueden dar anse de guardar en todo de los guaranys de las yslas e quyrandys que son mortales enemigos nuestros (...) anse de guardar donde hallaren varrancas no los flechen los yndios especialmente en el estero de los tynbus porq alli lo an hecho otras vezes los quyrandis (...) asymesmo corren la costa chanas y guaranys que son enemigos a los quales y a los quyrandis q. arriba digo les podra fazer todo el dagño q. pudiere por amystad o enmystad rrescatando con ellos o no rrescatando porq. asy hazen ellos.

### Gonzalo Fernández de Oviedo
La Historia general y natural de las Indias, islas y tierra firme del mar océano fue publicada por Gonzalo Fernández de Oviedo en partes entre 1535 y 1557 con una relación sobre los quiranys o tirandis:

Mas adentro en la tierra metida está otra generaçion que le llaman quiranys, y contractan con ellos pellejos de cabiles, y obejas, y mantas de diversas maneras, y çestas de berguitas, tan texidas y apretadas, que pueden tener agua en ellas, y son muy gentiles en la labor. (...) y los tirandis tienen las bolas ya dichas y son muy diestros en ellas. No tienen leyes; y andan en tierra rasa, y es gente robusta y de color morena, y viven de caça.

### Francisco López de Gómara
Francisco López de Gómara en su Historia general de las Indias publicada en 1552 refirió respecto de los quirandies:

... han hecho un lugar de dos mil casas, en que hay muchos indios e indias cristianadas, y está cien leguas de la mar a la ribera de mediodía en tierra de Quirandies, hombres como jayanes, y tan ligeros, que corriendo a pie toman a mano los venados, y que viven ciento y cincuenta años. Todos los de este río comen carne humana, y van casi desnudos (...) Comen pescado, que hay mucho y gordo, y es la principal vianda de los indios, aunque cazan venados, puercos, jabalís, ovejas como del Perú  y otros animales. Son guerreros: usan los de este río traer en la guerra un pomo como recio y largo cordel, con el cual cogen y arrastran al enemigo para sacrificar y comer.

### Francisco Ortiz de Vergara
Francisco Ortiz de Vergara en su Relación a D. Juan de Ovando de enero de 1573, se refiere a los querandíes de la siguiente manera:

... ai otra nacion que llaman quirandies jente belicosa e enemiga de españoles...

### Rodrigo Ortiz de Zárate
En una carta de 8 de marzo de 1587 Rodrigo Ortiz de Zárate relató la muerte de Juan de Garay a manos del cacique querandí Guen o Manuá:

(...) unos indios quirandís desde río yendo desta ciudad a la de Sancta Fe de noche por cierto descuido y confianza (...)

La represión ordenada por Ortiz de Zárate luego de la muerte de Garay, habría causado la desaparición histórica de los querandíes.

### Martín del Barco Centenera
Martín del Barco Centenera en su poema histórico Argentina y conquista del Río de la Plata con otros acaecimientos de los reinos del Perú, Tucumán y el Estado del Brasil (La Argentina) publicado en 1602 hizo varias referencias a los querandíes:

Navegando una noche a la mañana
 llegamos a la gente Cherandiana.
 Salieron a nosotros prestamente,
 que en esto del rescate están cursados.
 Delante de nosotros diligente,
 pescaba cada cual muchos pescados.
 Ninguno en lo vender era inocente,
 que son en el vender muy porfiados.

### Ruy Díaz de Guzmán
Ruy Díaz de Guzmán en su obra Historia Argentina del descubrimiento, población y conquista de las provincias del Río de la Plata terminada en 1612 describió a los querandíes:

... es toda aquella tierra muy llana; los campos tan anchurosos y dilatados, que no hay en todos ellos un árbol: es de poca agua, y de mucha caza de venados, avestruces y gran suma de perdices, aunque de pocos naturales; los que hay son belicosos, grandes corredores y alentados, que llaman Querandís: no son labradores, y se sustentan de sola caza y pesca; y así no tienen pueblos fundados ni lugares ciertos, más de cuanto les ofrece la comodidad de andar de ordinario esquilmando los campos. Estos corren desde Cabo Blanco, hasta el Río de las Conchas, que dista de Buenos Aires cinco leguas arriba, y toma más de otras sesenta la tierra adentro hasta la Cordillera, que va desde la mar bojeando hacia al Norte, entrando por la gobernación de Tucumán. Estos indios fueron repartidos con los demás de la comarca, a los vecinos de la Trinidad, puerto de Buenos Aires...

### Nicolás del Techo
El historiador jesuita Nicolás del Techo en su Historia de la Provincia del Paraguay de la Compañía de Jesús compuesta entre 1682 y 1687 refiere que los sacerdotes Alonso de Bárcena y Pedro de Añasco estudiaron entre otras la lengua quirandí hacia los años de 1590.

Deseando con ardor los socios de la Compañía que los gentiles abrazaran la fe cristiana se dedicaron al estudio de las lenguas habladas por éstos. El P. Bárcena se entregó á esta tarea por espacio de medio año, ayudado por el P. Añasco; y aunque era ya anciano de sesenta años, llegó á conocer las lenguas guaraní, naté, quisoquí, abipónica y quiranguí; compuso en ellas gramáticas, vocabularios, catecismos y sermones; ambos redujeron á preceptos otras del Tucumán, como son la tonocoté, la kaka, la paquí y la quirandí, á fin de que los misioneros pudiesen fácilmente poseerlas. Y para obtener de esta obra mejores resultados, el P. Añasco hizo varias copias de dichos libros, compuestos en su mayor parte por el P. Bárcena, y las divulgó cuanto pudo.

La grafía quirandi se confirma en la carta del padre Bárcena a su superior Juan Sebastián del 8 de septiembre de 1594:

Aunque esta anchísima provincia del Río de la Plata ó Paraguay (...) abraza una gran suma de naciones como son Quirandies, Charrúas...

### Los hets de Thomas Falkner
El misionero jesuita inglés Thomas Falkner en su obra publicada en 1774, A description of Patagonia and the adjoining parts of South America, subdividió a los puelches en cuatro grandes parcialidades: taluhets, diuihets, chechehets y Tehuelhets, aclarando que los dos primeros eran conocidos por los españoles como pampas. 

The Puelches, or Eastern Peoples (...) They bear different denominations, according to the situation of their respective countries, of because they were originally of different nations. Those toward the north are called Taluhets; to the west and south of these are the Diuihets; to the south east, the Chechehets; and to the south of these last is the country of the Tehuelhets (...)

Falkner dice que los taluhets vivieron en los alrededores de Buenos Aires, sobre los ríos Matanzas, las Conchas y Luján, antes de ser desplazados por los españoles (There were formerly some of this nation in the district of Buenos-Ayres, on the rivers of Lujan and Conchas, and that of the Matanza; but that are now no more.). Es por eso que los historiadores infieren que Falkner incluyó a los querandíes como parte de ese grupo pámpido.

### José Guevara
Luego de la refundación de Buenos Aires por Juan de Garay en 1580 los españoles chocaron en una escaramuza con los querandíes en el Riachuelo y luego provocaron una matanza en el lugar desde entonces llamado La Matanza. De esa forma lograron pacificar a los querandíes y repoblar Buenos Aires. El hecho fue relatado por el jesuita José Guevara en Historia del Paraguay, Río de la Plata y Tucumán de 1836.

Por ahora los querandís, habitadores del país, se alteraron con la vecindad del español, y convocadas sus milicias y las de los aliados, secretamente se avecinaban a la ciudad para sorprender a los porteños. Entre los indios se hallaba Cristóbal Altamirano, aquel noble extremeño, de que dijimos que quedó prisionero de los charrúas, y al presente lo era de los querandís, del cual se valió Dios para descubrir los intentos del enemigo. Porque compadecido de los españoles, escribió con carbón un billete, y asegurado dentro de un calabazo, fió el depósito a la corriente del riachuelo que corre al sur de la ciudad. Él lo encomendó a las Dios lo guió, y recibido de Garay se enteró del contenido y previno para esperar al enemigo. El cual estaba tan inmediato, que al siguiente día arrimó sus tropas y presentó la batalla.

## Extinción y supervivencia

### Supuesta desaparición como grupo étnico
Posteriormente a la primera fundación de Buenos Aires y cuando los españoles decidieron despoblarla, algunos caballos que dejaron se fueron reproduciendo libremente en la pampa. Los querandíes recurrieron al ganado cimarrón dejado por los europeos, cazando, comiendo y domesticando los caballos.
Varias causas principales que llevaron los querandíes a una supuesta desaparición: el mestizaje de ellos con los habitantes de la incipiente sociedad colonial de Buenos Aires (conformada por colonizadores europeos, criollos, guaraníes que bajaron desde Asunción del Paraguay junto a los colonizadores y africanos subsaharianos esclavizados), los enfrentamientos armados con los europeos, las enfermedades contagiosas, la huida hacia tierras de los tehuelches septentrionales australes debido a los enfrentamientos con los colonizadores europeos, y a partir de esto el proceso de araucanización que tuvieron varios pueblos de la actual Argentina:
- Los querandíes se encontraban en la zona del norte de Buenos Aires al iniciarse la conquista española. El primero en tratarlos fue Sebastián Caboto en 1527, quien tuvo con ellos una relación pacífica. No ocurrió lo mismo con las posteriores expediciones. Pese a que durante las primeras semanas de la llegada de Mendoza, los indígenas proveyeron de alimentos a sus hambrientos soldados, comenzarán los enfrentamientos, debido al mal trato a que fueron sometidos cuando el alimento comenzó a escasear. Con Juan de Garay, se alcanzó el mayor grado de violencia, muriendo miles de ellos.[29][30]
- Igualmente el contagio de enfermedades infecciosas causó un gran número de nuevas enfermedades para las cuales los indios no estaban inmunizados. Los querandíes comenzaron a ser diezmados a causa de ellas. La epidemia de viruela de 1621, que fue introducida por tropas que arribaron de España al mando de Antonio Mosquera, produjo una gran mortandad de población. El 15 de septiembre de 1643, se creó la Reducción Jesuítica de San Francisco Javier en la zona de Luján, que fue abandonada por los indígenas a los pocos meses, al declararse otra epidemia de viruela.

En 1675 se registraron únicamente diez querandíes encomendados. Debido a su rápida desaparición y la existencia las únicas fuentes documentales para su estudio las brindan las crónicas españolas aunque también existen evidencias arqueológicas en Flores, Barracas al Sur, Puente Chico, río de la Matanza, río de la Reconquista, Quilmes, Arroyo del Gato, La Plata y Moreno, y grandes paraderos en Chascomús, Lobos, Punta Indio, San Miguel del Monte y río Luján. Un documento de 1682 cita la existencia en 3 encomiendas en Santa Fe: una de querandíes, otra de chanás y querandíes y otra de guaraníes y querandíes.

#### Influencia de los mapuches
Desde antes de mediados del siglo XVIII hubo una importante actividad comercial y de intercambio de productos entre los habitantes nativos de las llanuras pampeanas y las sierras de la actual provincia de Buenos Aires, los de la Patagonia septentrional y los de ambas márgenes de la cordillera de Los Andes. Existían dos ferias muy importantes en el Cayrú y en Chapaleofú. En estas ferias, llamadas "ferias de los ponchos" por los jesuitas de la época que las registraron (como Thomas Falkner), se intercambiaban diversos tipos de productos: desde productos ganaderos y de la agricultura hasta vestimentas tales como ponchos. El Cayrú se hallaba en la parte más occidental de la Sistema de Tandilia (en territorio del actual partido de Olavarría) y Chapaleofú hace referencia a las inmediaciones del arroyo homónimo, situado en el actual partido de Tandil, ambos municipios o partidos se sitúan en el interior de la actual provincia de Buenos Aires. Es así como, a partir de estos movimientos de personas para el intercambio de productos se produjo, desde antes de mediados del siglo XVIII comienza a haber cierto intercambio cultural entre distintos pueblos que habitaban desde la pampa húmeda, pasando por la Patagonia septentrional y hasta la zona inmediata a la Cordillera de Los Andes (tanto en su margen oriental como occidental) hasta la costa del Océano Pacífico. Este es el comienzo del intercambio cultural y los movimientos migratorios, entre los distintos pueblos entre los cuales cabe mencionar a los tehuelches, los querandíes, los ranqueles y los mapuches.
La influencia mapuche tiene su origen en lo anteriormente mencionado, ya que partiendo de fines de comercio y alianzas, se terminó produciendo una gran influencia cultural sobre los tehuelches y otros pueblos, al punto que se la denomina "mapuchización" o "araucanización" de las Pampas y la Patagonia. Gran parte de los tehuelches (de los cuales los querandíes eran el subgrupo más norteño o sepntentrionak) adoptaron muchas de las costumbres y el idioma mapuche, mientras los mapuches adoptaban parte del modo de vida tehuelche (tal como lo de vivir en tolderías) y con ello se difuminaron las diferencias entre ambos grupos, al punto que sus descendientes se refieren a sí mismos como mapuche-tehuelches.

### Autorreconococimiento actual de querandíes
La Encuesta Complementaria de Pueblos Indígenas (ECPI) 2004-2005, complementaria del Censo Nacional de Población, Hogares y Viviendas 2001 de Argentina, dio como resultado que se reconocieron y/o descienden en primera generación del pueblo querandí 736 personas en Argentina.
El Censo Nacional de Población de 2010 en Argentina reveló la existencia de 3658 personas que se autoreconocieron como querandíes en todo el país.

## Punta Querandí
Existen lugares ancestrales que son reivindicados como parte del legado de los querandíes. Uno de ellos es Punta Querandí, sitio público de una hectárea que conserva restos arqueológicos (encontrados en 2004) de mil años de antigüedad, considerado un lugar sagrado por parte de organizaciones indígenas del Gran Buenos Aires, que lo conservan. El predio está ubicado entre el canal Villanueva y el arroyo Garín en el paraje de Punta Canal, en las afueras de la localidad de Dique Luján, partido de Tigre en la provincia de Buenos Aires.
En 2001 el Instituto Nacional de Antropología y Pensamiento Latinoamericano (INAPL), dependiente de la Secretaría de Cultura de la Nación, alertó por la destrucción de sitios arqueológicos indígenas a causa de los emprendimientos de barrios privados. Los yacimientos en peligro contienen enterratorios humanos, restos de cerámicas, instrumentos de hueso y otros materiales.
Punta Querandí pretende ser anexado al Complejo Villanueva (11 barrios náuticos privados) por parte de la desarrolladora inmobiliaria EIDICO. Esto implicaría la destrucción del lugar arqueológico existente, protegido por ley. Por esta razón está siendo defendido por indígenas, ambientalistas, docentes, vecinos y periodistas.